# شارون ماتيوس غاليانو
شارون ماتيوس غاليانو (بالعبرية: שרון גל‏) هو صحفي وسياسي إسرائيلي، ولد في 13 أغسطس 1974 في طيرة الكرمل في إسرائيل. نشط حزبياً في حزب إسرائيل بيتنا. وقد انتخب عضو الكنيست ‏ وقد انضم خلال فترته النيابية ‏ (31 مارس 2015 – 4 سبتمبر 2015)  للكتلة البرلمانية حزب إسرائيل بيتنا.

## وصلات خارجية
- شارون ماتيوس غاليانو على موقع IMDb (الإنجليزية)